# Manuel Milián Mestre
Manuel Milián i Mestre (el Forcall, els Ports, 1943) és un polític, periodista i escriptor valencià que ha desenvolupat la major part de la seua vida a Catalunya. Es llicencià en geografia i història per la Universitat de Barcelona el 1965. Es dedicà aleshores al periodisme, col·laborant inicialment a Ràdio Morella el 1963-1965 i després a El Noticiero Universal (1966-1970), Tele/eXpres (1970-1973), Diari de Barcelona (1975-1980) i fou membre fundador i directiu d'El País (1974-1977). També ha col·laborat a Las Provincias i La Vanguardia.
Està casat i té un fill. És conservador i heterodox. És catòlic practicant.
Políticament, ja el 1970 havia col·laborat amb Manuel Fraga Iribarne quan era ministre. El 1974 fundà el Club Àgora i el 1976 Reforma Democràtica de Catalunya. El 1980 fou un dels fundadors de Solidaritat Catalana, que es presentà sense èxit a les eleccions al Parlament de Catalunya de 1980. Del 1983 al 1989 fou director d'estratègia i comunicacions de Foment del Treball Nacional. A les eleccions generals espanyoles de 1989 fou elegit diputat pel Partit Popular, cosa que repetí a les eleccions generals espanyoles de 1993 i eleccions generals espanyoles de 1996. També fou membre de l'executiva del Partit Popular del 1989 al 2000.
Va trencar amb el PP l'any 2000 a causa de la seva deriva anticatalanista. Ha compost un llibret d'òpera, El Misteri dels Temps, amb Carles Santos. Col·labora en premsa, televisió i ràdio, com els programes L'oracle de Catalunya Ràdio, Els matins de Televisió de Catalunya i 8 al dia de 8tv.

## Obres
- Manuel Fraga Iribarne, retrato en tres tiempos (1975)
- Homenaje a José Mª Hernández Pardos (1970)
- Una historia empresarial de Catalunya (Fomento del Trabajo Nacional, 1771-1980) (2001)
- Nihil Obstat (2008)
- Els ponts trencats (Pòrtic).[8]
- Ximo Puig, la mirada morellana (2019)
- Les paradoxes de l'amistat (2023) Ed. Pòrtic.